# 線虫捕食菌
線虫捕食菌（せんちゅうほしょくきん、Nematophagous Fungi）とは、菌糸をのばし、その上で線虫を捕らえてその栄養を吸収する菌類の一群である。接合菌門・担子菌・子嚢菌・不完全菌など、分類学的には複数のグループに属する。

## さまざまな線虫捕食菌
線虫捕食菌とは、線虫を多少とも積極的に捕捉し、これを資化して栄養源とするものである。動物から栄養を吸収する菌と言えば、動物の体内あるいは体表面に寄生するものが多い。線虫にも、その体内に侵入し、一個体の線虫を食べつくして胞子を形成する菌群がある。
線虫捕食菌はこのようなものとは異なり、土壌などの基質上に菌糸を広げて集落を形成し、その表面で線虫を捕らえて栄養を吸収するものをさす。したがって、集落は線虫より大きく、線虫を捕らえながら菌糸をのばしてゆき、随所で胞子を形成する。種によっては、線虫を捕らえて資化しなくても生長することが可能であり、線虫が菌糸の周辺に存在する場合にのみ線虫捕獲器を形成するものもある。その点では、種子植物に見られる食虫植物に類似している。
土壌や淡水中のコケなどを培養していると、これらの菌群が出現してくる場合がある。また、線虫には細菌類などをも捕食するものがあり、それらが多い環境（たとえば獣糞や動物遺体の周辺など）で見出されることも多い。
形態的に近縁であると思われる菌群には、アメーバやワムシを捕食する種も知られている。
ミネラルや糖質を受け取る代わりに線虫を消化した窒素化合物を受け渡すマリーゴールドの根生菌など、植物との共生で栄養授受を行う共生菌も存在する。

### 接合菌
トリモチカビ目には、線虫寄生菌とともに線虫捕食菌が含まれている。接合菌の多くは、ほかの生物の細胞の原形質を主に摂取して生活しており、接合菌に所属する線虫捕食菌は、線虫自体を主たる栄養源として生活していると考えられる。Acaulopage 属などのトリモチカビ科のいくつかと、ヘリコケファルム科のものが線虫捕食菌として振る舞う。これらはいずれも非常に細い菌糸をのばし、特に何も構造を作らないか、簡単な突起状の捕獲器を作る。いずれも純粋培養された例がないかあるいは培養困難なものであり、線虫のみを栄養源として成長するらしい。ヘリコケファルム科のものは、高さ数mm程度の菌糸の上に胞子をつけるので、肉眼でも判別できる。

### 担子菌
木材腐朽菌として生活している担子菌類にも、多数の線虫捕食菌が見出されている。木材組織の構成成分としては、炭水化物は豊富に存在するが、タンパク質やアミノ酸に代表される窒素化合物の含有率は著しく低い。線虫捕食を行う木材腐朽菌は、炭素を木材組織の一成分としての炭水化物から得る一方、とかく不足しがちな窒素を線虫から得ていると考えられている。食用きのことしてよく知られているヒラタケは、このような菌群に属する代表的な種のひとつで、捕獲器を使わない（麻痺毒による）方式と粘着式の捕獲器を形成する方式とを併用して、腐朽木材上に生息する線虫を捕食している。他に、ヒメムキタケ属（Hohenbuehelia）などにも、線虫を捕食する種が知られているが、塩基配列の分子系統学的解析によればヒラタケ属とヒメムキタケ属とは単系統の一群をなすとされ、さらに無性世代も共通の形質を有する。ヒメムキタケ属は、従来はキシメジ科に置かれていたが、これらの共通点に基づいて、現在ではヒラタケ科の一員として取り扱われている。
地上で生活する腐生性の担子菌類にも、線虫を捕食する種がいくつか存在する。サケツバタケ(Stropharia rugosoannulata)やササクレヒトヨタケ(Coprinus comatus)は、腐植質に富んだ地上にしばしば子実体を形成するが、とげ状の突起を備えた特殊な類球状の細胞を形成し、接近した線虫にとげ状突起が触れるとその外皮（クチクラ）を貫通し、虫体を麻痺させた後に内容物を分解・吸収する。

### 子嚢菌

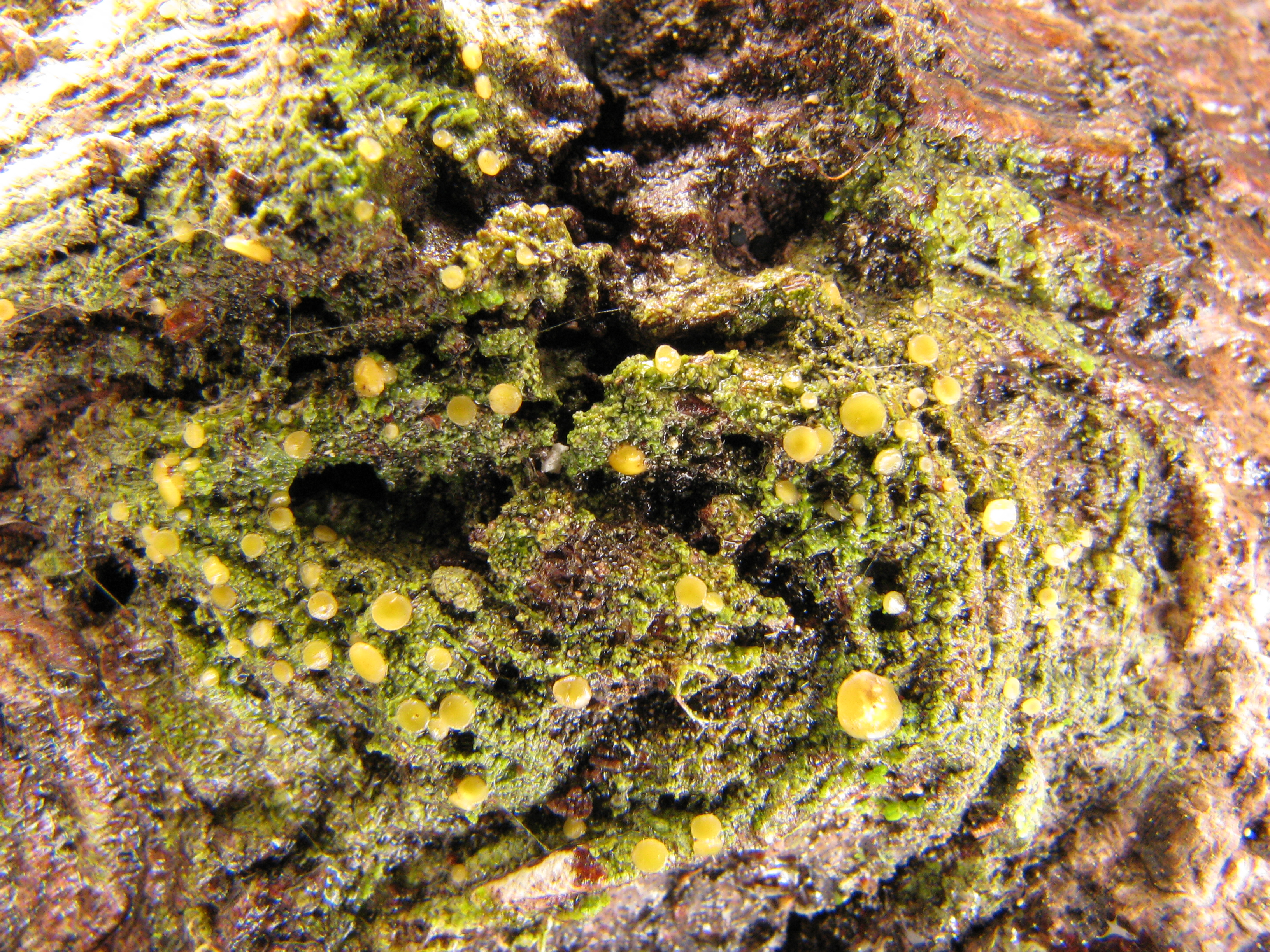
腐朽材上に子嚢盤を形成したオルビリア属（Orbilia）の一種

平たい円盤状の有性生殖器官（子嚢盤）を形成するオルビリア綱オルビリア科（Orbiliaceae）の一部のものに、線虫捕食を行う種が知られている. 。粘着性の菌糸の網を形成したり、菌糸（または菌糸から伸びた短い柄）上に粘着性のこぶを生じたり、あるいは多数の菌糸の輪を作って線虫を捕らえるなど、さまざまな捕食様式を持つ。菌糸の輪を形成するものでは、線虫が輪の中に虫体を入れた瞬間に、輪を構成する個々の細胞が急激に膨れることで輪の径を絞り、線虫の身体を物理的に拘束して捕らえる方式もみられる。さらに、これらの捕食器官と併用して、麻痺性毒物をも分泌する種も存在する。

### 不完全菌

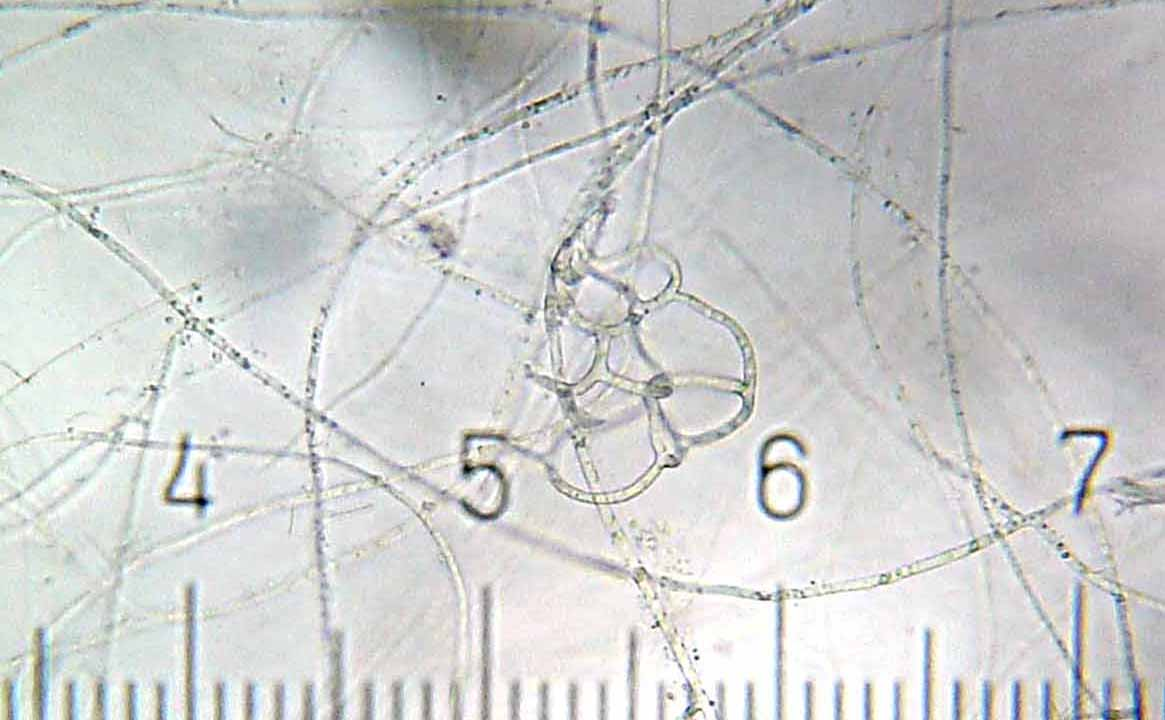
網状の菌糸によって線虫を捕捉するArthrobotrys

アルツロボトリス（アースロボトリス）属Arthrobotrysやダクティラリア属Dactylariaなど、有性生殖ステージが不明で不完全菌に入れられているいくつかの属の菌が、線虫捕食菌の範疇に含まれる。これらは通常は腐生菌としてふるまい、通常の培地でもよく成育する。菌体の近くに線虫が接近すると、捕獲器を形成する。捕獲器の構造にはさまざまなものがあり、よく見掛けるのは菌糸の側面に枝を出し、それがさらに枝分かれして、ちいさな迷路のようなものを作り、線虫がここに首を突っ込むと捕まえてしまうものである。他に、小さな突起を出して、そこで線虫を捕まえるもの、小さな輪を作るもの、さらに巧妙なものでは、菌糸の輪に線虫が首を突っ込むと、瞬間的に輪の細胞がふくらみ、線虫を締めつけてしまうものがある。有性世代の判明しているものではその形態の観察が行われており、遺伝子の塩基配列の解析などを併用した研究によれば、その多くは担子菌としての有性世代を持つとされるが、子嚢菌（たとえば前述のOrbilia属など）も含まれていると考えられている。

## 線虫捕食菌の分離培養
当然ながら、線虫捕食菌は、線虫が多く生息する環境を好むと思われる。線虫は土壌中ではどこにでも多数生息するものだが、土壌中の菌類を観察するためには、分離培養を行う必要があり、培養器内で線虫が多数活動するようにしなければならない。したがって、希釈平板法（土壌懸濁液を培地表面に塗り広げて培養する）などは不向きで、直接接種法（培地表面に、微量の土壌塊などをそのままおいて培養する）などがよい。また、線虫寄生菌をも含め、これらの菌群をより多く出現させる方法として、線虫の中から培養が容易な種を選んであらかじめ培養しておき、その培養液を分離培地として、ここに土壌などの分離源を接種する方法もしばしば試みられる。
担子菌門や不完全菌に属する線虫捕食菌は、線虫を含まない通常の培地上でも培養が可能な種がいくつも知られているが、線虫がいない場合は線虫捕獲器を形成しない場合が多い。線虫がいることにより生じる何らかの刺激に誘導されて捕獲器を形成していると思われるが、どのような刺激によって形成するのかが研究されている。
接合菌門のものについては、人工培養の成功例がほとんど知られていない状態である。そもそも、胞子の発芽すら簡単には確認できていない。ただし、種によっては、線虫の存在下では胞子が発芽しやすいとの報告もある。胞子の発芽や菌糸生育に要する条件を含め、今後の研究が待たれるところである。
線虫には自由生活を営むものも少なくないが、植物寄生性あるいは病原性の種も多く、それらに対する防御の必要などとも絡んで、実用的価値も期待できる分野である。